# A Showder Klub epizódjainak listája
Ez a cikk a Showder Klub epizódjainak listáját tartalmazza.

## Évadáttekintés
| Évad | Évad | Adások száma | Adások száma      | Eredeti sugárzás   | Eredeti sugárzás   | Eredeti adó |
| Évad | Évad | Adások száma | Adások száma      | Évadbemutató       | Évadzáró           | Eredeti adó |
| ---- | ---- | ------------ | ----------------- | ------------------ | ------------------ | ----------- |
|      | 1    | 8            | 8                 | 2008. április 7.   | 2008. május 26.    |             |
|      | 2    | 8            | 8                 | 2008. október 27.  | 2008. december 15. |             |
|      | 3    | 8            | 8                 | 2009. március 30.  | 2009. május 25.    |             |
|      | 4    | 8            | 8                 | 2009. október 26.  | 2009. december 14. |             |
|      | 5    | 8            | 8                 | 2010. április 12.  | 2010. június 7.    |             |
|      | 6    | 8            | 8                 | 2010. október 18.  | 2010. december 13. |             |
|      | 7    | 8            | 8                 | 2011. április 11.  | 2011. június 6.    |             |
|      | 8    | 8            | 8                 | 2011. október 17.  | 2011. december 12. |             |
|      | 9    | 8            | 8                 | 2012. március 19.  | 2012. május 21.    |             |
|      | 10   | 8            | 8                 | 2012. október 29.  | 2012. december 17. |             |
|      | 11   | 8            | 8                 | 2013. április 8.   | 2013. június 3.    |             |
|      | 12   | 8            | 8                 | 2013. október 20.  | 2013. december 8.  |             |
|      | 13   | 8            | 8                 | 2014. április 7.   | 2014. június 2.    |             |
|      | 14   | 6            | 6                 | 2014. november 17. | 2014. december 22. |             |
|      | 15   | 10           | 10                | 2015. március 23.  | 2015. május 25.    |             |
|      | 16   | 8            | 8                 | 2015. október 12.  | 2015. november 30. |             |
|      | 17   | 8            | 8                 | 2016. április 4.   | 2016. május 23.    |             |
|      | 18   | 8            | 8                 | 2016. október 30.  | 2016. december 18. |             |
|      | 19   | 8            | 8                 | 2017. április 3.   | 2017. május 22.    |             |
|      | 20   | 8            | 8                 | 2017. október 30.  | 2017. december 18. |             |
|      | 21   | 8            | 8                 | 2018. április 9.   | 2018. május 28.    |             |
|      | 22   | 8            | 8                 | 2018. október 8.   | 2018. december 2.  |             |
|      | 23   | 8            | 8                 | 2019. március 31.  | 2019. május 19.    |             |
|      | 24   | 10           | 10                | 2019. október 13.  | 2019. december 15. |             |
|      | 25   | 10           | 10                | 2020. október 11.  | 2020. december 13. |             |
|      | 26   | 9            | 9                 | 2021. április 11.  | 2021. június 6.    |             |
|      | 27   | 10           | 10                | 2021. október 10.  | 2021. december 12. |             |
|      | 28   | 10           | 10                | 2022. április 17.  | 2022. június 19.   |             |
|      | 29   | 10           | 6                 | 2022. október 9.   | 2022. november 13. |             |
| 4    | 29   | 10           | 2022. november 20 | 2022. december 18. |                    |             |
|      | 30   | 10           | 10                | 2023. április 9.   | 2023. június 11.   |             |
|      | 31   | 10           | 10                | 2023. október 15.  | 2023. december 17. |             |
|      | 32   | 10           | 10                | 2024. április 7.   | 2024. június 9.    |             |
|      | 33   | 7            | 7                 | 2024. december 31. | 2025. január 19.   |             |
|      | 34   | 10           | 10                | 2025. április 13.  | 2025. június 15.   |             |

## Epizódlista

### 1. évad (2008)
|   | Adás      | Dátum       | Házigazda           | Szereplők                                            | Nézettség |
| - | --------- | ----------- | ------------------- | ---------------------------------------------------- | --------- |
| 1 | 1. epizód | 2008.04.07. | Kiss Ádám           | Beliczai Balázs, Kovács András Péter, Szupkay Viktor | 982 000   |
| 2 | 2. epizód | 2008.04.14. | Hadházi László      | Bödőcs Tibor, Kőhalmi Zoltán, Lorán Barnabás         | 951 000   |
| 3 | 3. epizód | 2008.04.21. | Kovács András Péter | Dombóvári István, Benk Dénes, Aranyosi Péter         | 642 000   |
| 4 | 4. epizód | 2008.04.28. | Fábry Sándor        | Kiss Ádám, Csenki Attila, Felméri Péter              | 795 000   |
| 5 | 5. epizód | 2008.05.05. | Kőhalmi Zoltán      | Hadházi László, Mogács Dániel, Szupkay Viktor        | 768 000   |
| 6 | 6. epizód | 2008.05.12. | Aranyosi Péter      | Dombóvári István, Hajós András, Kovács András Péter  | 752 000   |
| 7 | 7. epizód | 2008.05.19. | Hadházi László      | Beliczai Balázs, Bödőcs Tibor, Csenki Attila         | 809 000   |
| 8 | 8. epizód | 2008.05.26. | Kiss Ádám           | Benk Dénes, Kőhalmi Zoltán, Lorán Barnabás           | 726 000   |

### 2. évad (2008)
|    | Epizód    | Dátum       | Házigazda           | Szereplők                                           | Nézettség |
| -- | --------- | ----------- | ------------------- | --------------------------------------------------- | --------- |
| 9  | 1. epizód | 2008.10.27. | Hadházi László      | Dombóvári István, Lorán Barnabás, Aranyosi Péter    | 615 000   |
| 10 | 2. epizód | 2008.11.03. | Kiss Ádám           | Kovács András Péter, Szupkay Viktor, Kőhalmi Zoltán | 517 000   |
| 11 | 3. epizód | 2008.11.10. | Dombóvári István    | Beliczai Balázs, Benk Dénes, Somogyi András         | 570 000   |
| 12 | 4. epizód | 2008.11.17. | Kovács András Péter | Kiss Ádám, Csenki Attila, Szöllősy-Csák Gergely     | 683 000   |
| 13 | 5. epizód | 2008.11.24. | Kőhalmi Zoltán      | Hadházi László, Somogyi András, Felméri Péter       | 672 000   |
| 14 | 6. epizód | 2008.12.01. | Aranyosi Péter      | Kovács András Péter, Szupkay Viktor, Bödőcs Tibor   | 687 000   |
| 15 | 7. epizód | 2008.12.08. | Hadházi László      | Lorán Barnabás, Csenki Attila, Beliczai Balázs      | 713 000   |
| 16 | 8. epizód | 2008.12.15. | Kiss Ádám           | Kőhalmi Zoltán, Benk Dénes, Aranyosi Péter          | n/a       |

### 3. évad (2009)
|    | Epizód    | Dátum       | Házigazda           | Szereplők                                                      |
| -- | --------- | ----------- | ------------------- | -------------------------------------------------------------- |
| 17 | 1. epizód | 2009.03.30. | Kőhalmi Zoltán      | Beliczai Balázs, Csenki Attila, Felméri Péter                  |
| 18 | 2. epizód | 2009.04.06. | Kovács András Péter | Kiss Ádám, Dombóvári István, Lorán Barnabás                    |
| 19 | 3. epizód | 2009.04.20. | Aranyosi Péter      | Bödőcs Tibor, Benk Dénes, Somogyi András                       |
| 20 | 4. epizód | 2009.04.27. | Dombóvári István    | Kovács András Péter, Hadházi László, Lorán Barnabás            |
| 21 | 5. epizód | 2009.05.04. | Kiss Ádám           | Kőhalmi Zoltán, Aranyosi Péter, Szöllősy-Csák Gergely          |
| 22 | 6. epizód | 2009.05.11. | Hadházi László      | Hajdu Steve és Magyar Attila; Szupkay Viktor, Dombóvári István |
| 23 | 7. epizód | 2009.05.18. | Kovács András Péter | Aranyosi Péter, Csenki Attila, Felméri Péter                   |
| 24 | 8. epizód | 2009.05.25. | Kiss Ádám           | Hadházi László, Beliczai Balázs, Benk Dénes                    |

### 4. évad (2009)
|    | Epizód    | Dátum       | Házigazda           | Szereplők                                                            |
| -- | --------- | ----------- | ------------------- | -------------------------------------------------------------------- |
| 25 | 1. epizód | 2009.10.26. | Kovács András Péter | Beliczai Balázs, Lorán Barnabás, Benk Dénes                          |
| 26 | 2. epizód | 2009.11.02. | Hadházi László      | Kiss Ádám, Csenki Attila, Mogács Dániel                              |
| 27 | 3. epizód | 2009.11.09. | Aranyosi Péter      | Bödőcs Tibor, Felméri Péter, Rekop György                            |
| 28 | 4. epizód | 2009.11.16. | Dombóvári István    | Kőhalmi Zoltán, Somogyi András, Szupkay Viktor                       |
| 29 | 5. epizód | 2009.11.23. | Csenki Attila       | Hadházi László, Szöllősy-Csák Gergely, Szomszédnéni Produkciós Iroda |
| 30 | 6. epizód | 2009.11.30. | Kiss Ádám           | Dombóvári István, Felméri Péter, Bellus István                       |
| 31 | 7. epizód | 2009.12.07. | Kovács András Péter | Aranyosi Péter, Lorán Barnabás, Bruti                                |
| 32 | 8. epizód | 2009.12.14. | Kőhalmi Zoltán      | Dombóvári István, Benk Dénes, Hajdú Balázs                           |

### 5. évad (2010)
|    | Epizód    | Dátum       | Házigazda           | Szereplők                                                                    |
| -- | --------- | ----------- | ------------------- | ---------------------------------------------------------------------------- |
| 33 | 1. epizód | 2010.04.12. | Hadházi László      | Aranyosi Péter, Felméri Péter, Kormos Anett                                  |
| 34 | 2. epizód | 2010.04.19. | Kovács András Péter | Bödőcs Tibor, Mogács Dániel, Benk Dénes                                      |
| 35 | 3. epizód | 2010.04.26. | Kiss Ádám           | Kőhalmi Zoltán, Csenki Attila, Hajdú Balázs                                  |
| 36 | 4. epizód | 2010.05.03. | Dombóvári István    | Hadházi László, Lorán Barnabás, Szupkay Viktor                               |
| 37 | 5. epizód | 2010.05.10. | Bödőcs Tibor        | Kovács András Péter, Beliczai Balázs, Felméri Péter                          |
| 38 | 6. epizód | 2010.05.17. | Aranyosi Péter      | Kiss Ádám, Benk Dénes, Szöllősy-Csák Gergely                                 |
| 39 | 7. epizód | 2010.05.31. | Kőhalmi Zoltán      | Csenki Attila, Szomszédnéni Produkciós Iroda, Pataki Balázs                  |
| 40 | 8. epizód | 2010.06.07. | Dombóvári István    | Lorán Barnabás, DumaJam: Aranyosi Péter, Kovács András Péter, Hadházi László |

### 6. évad (2010)
|    | Epizód    | Dátum       | Házigazda           | Szereplők |
| -- | --------- | ----------- | ------------------- | --- |
| 41 | 1. epizód | 2010.10.18. | Dombóvári István    | Beliczai Balázs, Lorán Barnabás, Benk Dénes                                                                                |
| 42 | 2. epizód | 2010.10.25. | Aranyosi Péter      | Kiss Ádám, Felméri Péter, Rekop György                                                                                     |
| 43 | 3. epizód | 2010.11.08. | Kovács András Péter | Csenki Attila, Kőhalmi Zoltán, Bellus István                                                                               |
| 44 | 4. epizód | 2010.11.15. | Hadházi László      | Bödőcs Tibor, Mogács Dániel, Hajdú Balázs                                                                                  |
| 45 | 5. epizód | 2010.11.22. | Lorán Barnabás      | Aranyosi Péter, Szomszédnéni Produkciós Iroda, Kormos Anett                                                                |
| 46 | 6. epizód | 2010.11.29. | Kiss Ádám           | Dombóvári István, Hadházi László, Szöllősy-Csák Gergely                                                                    |
| 47 | 7. epizód | 2010.12.06. | Bödőcs Tibor        | Kovács András Péter, Benk Dénes, Bács Miklós                                                                               |
| 48 | 8. epizód | 2010.12.13. | Kőhalmi Zoltán      | Somogyi András, DumaJam: Hadházi László, Bruti, Kovács András Péter, DumaJam: Szomszédnéni Produkciós Iroda, Felméri Péter |

### 7. évad (2011)
|    | Epizód    | Dátum       | Házigazda           | Szereplők                                                       |
| -- | --------- | ----------- | ------------------- | --------------------------------------------------------------- |
| 49 | 1. epizód | 2011.04.11. | Dombóvári István    | Aranyosi Péter, Szomszédnéni Produkciós Iroda, Mogács Dániel    |
| 50 | 2. epizód | 2011.04.18. | Kiss Ádám           | Hadházi László, Kormos Anett, Csenki Attila                     |
| 51 | 3. epizód | 2011.04.25. | Bödőcs Tibor        | Kőhalmi Zoltán, Bellus István, Hajdú Balázs                     |
| 52 | 4. epizód | 2011.05.09. | Hadházi László      | Beliczai Balázs, Bács Miklós, Janklovics Péter                  |
| 53 | 5. epizód | 2011.05.16. | Kovács András Péter | Kiss Ádám, Felméri Péter, Benk Dénes                            |
| 54 | 6. epizód | 2011.05.23. | Aranyosi Péter      | Lorán Barnabás, Dombóvári István, Szomszédnéni Produkciós Iroda |
| 55 | 7. epizód | 2011.05.30. | Kőhalmi Zoltán      | Kovács András Péter, Szupkay Viktor, Tóth Edu                   |
| 56 | 8. epizód | 2011.06.06. | Felméri Péter       | Hadházi László, Badár Sándor, Csenki Attila                     |

### 8. évad (2011)
|    | Epizód    | Dátum       | Házigazda        | Szereplők                                                      |
| -- | --------- | ----------- | ---------------- | -------------------------------------------------------------- |
| 57 | 1. epizód | 2011.10.17. | Csenki Attila    | Bellus István, Mogács Dániel, Felméri Péter                    |
| 58 | 2. epizód | 2011.10.24. | Dombóvári István | Hadházi László, Lorán Barnabás, Janklovics Péter               |
| 59 | 3. epizód | 2011.11.07. | Aranyosi Péter   | Benk Dénes, Rekop György, Kovács András Péter                  |
| 60 | 4. epizód | 2011.11.14. | Kormos Anett     | Kiss Ádám, Szöllősy-Csák Gergely, Kőhalmi Zoltán               |
| 61 | 5. epizód | 2011.11.21. | Tóth Edu         | Kovács András Péter, Bödőcs Tibor, Pataki Balázs               |
| 62 | 6. epizód | 2011.11.28. | Kőhalmi Zoltán   | Dombóvári István, Aranyosi Péter, Zsók Levente                 |
| 63 | 7. epizód | 2011.12.05. | Kiss Ádám        | Hadházi László, Felméri Péter, Kertész Ricsi                   |
| 64 | 8. epizód | 2011.12.12. | Hajdú Balázs     | Szomszédnéni Produkciós Iroda, Beliczai Balázs, Szupkay Viktor |

### 9. évad (2012)
A 4. és a 6. epizód felvételének helyszíne a Thália Színház.
|    | Epizód    | Dátum       | Házigazda                                            | Szereplők |
| -- | --------- | ----------- | ---------------------------------------------------- | --- |
| 65 | 1. epizód | 2012.03.19. | Aranyosi Péter                                       | Szomszédnéni Produkciós Iroda, Felméri Péter, Bruti |
| 66 | 2. epizód | 2012.03.26. | Hadházi László                                       | Kovács András Péter, Csenki Attila, Szöllősy-Csák Gergely |
| 67 | 3. epizód | 2012.04.02. | Kiss Ádám                                            | Bödőcs Tibor, Mogács Dániel, Tóth Edu |
| 68 | 4. epizód | 2012.04.16. | Roastmester: Kovács András Péter Roastolt: Nagy Feró | Vendégek: Kovács András Péter, Kiss Ádám, Dombóvári István, Rekop György; Zalatnay Sarolta, Tereskova, Ganxsta Zolee, Sipos Péter, Magyar Attila, Jáksó László |
| 69 | 5. epizód | 2012.04.23. | Dombóvári István                                     | Duma Jam: Kovács András Péter, Aranyosi Péter, Hadházi László                                                                                                  |
| 70 | 6. epizód | 2012.05.07. | Kőhalmi Zoltán                                       | Kőhalmi Zoltán önálló estje. |
| 71 | 7. epizód | 2012.05.14. | Kovács András Péter                                  | Beliczai Balázs, Benk Dénes, Lorán Barnabás |
| 72 | 8. epizód | 2012.05.21. | Dombóvári István                                     | Aranyosi Péter, Rekop György, Hajdú Balázs |

### 10. évad (2012)
|    | Epizód    | Dátum       | Házigazda           | Szereplők                                                                                  |
| -- | --------- | ----------- | ------------------- | ------------------------------------------------------------------------------------------ |
| 73 | 1. epizód | 2012.10.29  | Csenki Attila       | Dombóvári István, Tóth Edu, Benk Dénes, Szomszédnéni Produkciós Iroda, Bruti, Rekop György |
| 74 | 2. epizód | 2012.11.05  | Lorán Barnabás      | Janklovics Péter, Kormos Anett, Bellus István                                              |
| 75 | 3. epizód | 2012.11.12  | Kiss Ádám           | Dombóvári István, Felméri Péter, Hajnóczy Soma                                             |
| 76 | 4. epizód | 2012.11.19  | Kőhalmi Zoltán      | Benk Dénes, Mogács Dániel, Beliczai Balázs                                                 |
| 77 | 5. epizód | 2012.11.26  | Kovács András Péter | Szomszédnéni Produkciós Iroda, Hajdú Balázs, Szobácsi Gergő                                |
| 78 | 6. epizód | 2012.12.03  | Rekop György        | Aranyosi Péter, Hadházi László és Aradi Tibor, Csenki Attila                               |
| 79 | 7. epizód | 2012.12.10. | Dombóvári István    | Kovács András Péter, Kőhalmi Zoltán, Gajdos Zoltán                                         |
| 80 | 8. epizód | 2012.12.17  | Lorán Barnabás      | Kiss Ádám, Tóth Edu, Kertész Ricsi                                                         |

### 11. évad (2013)
|    | Epizód    | Dátum      | Házigazda           | Szereplők                                                     |
| -- | --------- | ---------- | ------------------- | ------------------------------------------------------------- |
| 81 | 1. epizód | 2013.04.08 | Kiss Ádám           | Csenki Attila, Benk Dénes, Orosz György                       |
| 82 | 2. epizód | 2013.04.15 | Lorán Barnabás      | Rekop György, Szupkay Viktor, Bruti                           |
| 83 | 3. epizód | 2013.04.22 | Aranyosi Péter      | Dombóvári István, Kőhalmi Zoltán, Hajdú Balázs                |
| 84 | 4. epizód | 2013.04.29 | Kovács András Péter | Szomszédnéni Produkciós Iroda, Lorán Barnabás, Szobácsi Gergő |
| 85 | 5. epizód | 2013.05.06 | Kőhalmi Zoltán      | Mogács Dániel, Felméri Péter, Beliczai Balázs                 |
| 86 | 6. epizód | 2013.05.13 | Dombóvári István    | Aranyosi Péter, Kiss Ádám, Puzsér Róbert                      |
| 87 | 7. epizód | 2013.05.27 | Rekop György        | Kovács András Péter, Benk Dénes, Bellus István                |
| 88 | 8. epizód | 2013.06.03 | Csenki Attila       | Tóth Edu, Felméri Péter, Aram Nidal                           |

### 12. évad (2013)
|    | Epizód    | Dátum       | Házigazda           | Szereplők                                                          |
| -- | --------- | ----------- | ------------------- | ------------------------------------------------------------------ |
| 89 | 1. epizód | 2013.10.20. | Csenki Attila       | Benk Dénes, Lorán Barnabás, Gajdos Zoltán                          |
| 90 | 2. epizód | 2013.10.27. | Dombóvári István    | Rekop György, Szomszédnéni Produkciós Iroda, Orosz György          |
| 91 | 3. epizód | 2013.11.03. | Aranyosi Péter      | Duma Swing (Kovács András Péter & Janklovics Péter), Bellus István |
| 92 | 4. epizód | 2013.11.10. | Hadházi László      | Mogács Dániel, Kőhalmi Zoltán, Beliczai Balázs                     |
| 93 | 5. epizód | 2013.11.17. | Rekop György        | Lorán Barnabás, Somogyi András, Felméri Péter                      |
| 94 | 6. epizód | 2013.11.24. | Kőhalmi Zoltán      | Said Dániel, Aranyosi Péter, Benk Dénes                            |
| 95 | 7. epizód | 2013.12.01. | Kovács András Péter | Dombóvári István, Hadházi László, Csenki Attila                    |
| 96 | 8. epizód | 2013.12.08. | Szobácsi Gergő      | Aram, Tóth Edu & Hajdú Balázs, Somogyvári Dani                     |

### 13. évad (2014)
|     | Epizód    | Dátum       | Házigazda           | Szereplők                                                                            |
| --- | --------- | ----------- | ------------------- | ------------------------------------------------------------------------------------ |
| 97  | 1. epizód | 2014.04.07. | Csenki Attila       | Somogyi András, Varga Ferenc József & Aradi Tibor, Beliczai Balázs                   |
| 98  | 2. epizód | 2014.04.14. | Kovács András Péter | Kőhalmi Zoltán, Szomszédnéni Produkciós Iroda, Mogács Dániel                         |
| 99  | 3. epizód | 2014.04.28. | Dombóvári István    | Csenki Attila, Sulyok Péter, Hajnóczy Soma                                           |
| 100 | 4. epizód | 2014.05.05. | Badár Sándor        | Badár Sándor önálló estje                                                            |
| 101 | 5. epizód | 2014.05.12. | Kovács András Péter | Aranyosi Péter, Dombóvári István, Bárdos András & Szellő István                      |
| 102 | 6. epizód | 2014.05.19. | Lorán Barnabás      | Orosz György, Rekop György, Sallai Ervin                                             |
| 103 | 7. epizód | 2014.05.26. | Kőhalmi Zoltán      | Gajdos Zoltán, Benk Dénes, Hajdú Balázs                                              |
| 104 | 8. epizód | 2014.06.02. | Aranyosi Péter      | Kovács András Péter Rap: T.I.S.Z.T.E.L.E.T., Tóth Edu, Felméri Péter, Szobácsi Gergő |

### 14. évad (2014)
|     | Epizód    | Dátum       | Házigazda        | Szereplők |
| --- | --------- | ----------- | ---------------- | --- |
| 105 | 1. epizód | 2014.11.17. | Rekop György     | Somogyi András, Lorán Barnabás, Varga Ferenc József & Aradi Tibor + vendég: Erdei Zsolt                                                       |
| 106 | 2. epizód | 2014.11.24. | Dombóvári István | Duma Swing (Kovács András Péter & Janklovics Péter & Illés Ferenc), Sulyok Péter, Kiss Ádám                                                   |
| 107 | 3. epizód | 2014.12.01  | Szobácsi Gergő   | Csenki Attila, Orosz György, Gajdos Zoltán + vendég: Molnár Andrea                                                                            |
| 108 | 4. epizód | 2014.12.08. | Kiss Ádám        | Dombóvári István, Aranyosi Péter, Benk Dénes + vendég: Ganxsta Zolee                                                                          |
| 109 | 5. epizód | 2014.12.15. | Csenki Attila    | Kovács András Péter, Kőhalmi Zoltán, Felméri Péter + vendég: Dr. Tóth Tamás                                                                   |
| 110 | 6. epizód | 2014.12.22. | Aranyosi Péter   | Tóth Edu, Szomszédnéni Produkciós Iroda, Beliczai Balázs + vendégek (az X-Faktor-ból): Horányi Juli, Tóth Andi, Nagy Richárd és Trap kapitány |

### 15. évad (2015)
|     | Epizód     | Dátum       | Házigazda           | Szereplők                                                                                    |
| --- | ---------- | ----------- | ------------------- | -------------------------------------------------------------------------------------------- |
| 111 | 1. epizód  | 2015.03.23. | Rekop György        | Orosz György, Lorán Barnabás, Szikra László                                                  |
| 112 | 2. epizód  | 2015.03.30. | Dombóvári István    | Benk Dénes, Somogyi András, Bruti                                                            |
| 113 | 3. epizód  | 2015.04.06  | Aranyosi Péter      | Tóth Edu, Lorán Barnabás, Janklovics Péter                                                   |
| 114 | 4. epizód  | 2015.04.13. | Csenki Attila       | Felméri Péter, Szobácsi Gergő, Fülöp Viktor + távkapcsolással: Kőhalmi Zoltán                |
| 115 | 5. epizód  | 2015.04.20. | Kiss Ádám           | Mogács Dániel, Benk Dénes, Hajnóczy Soma                                                     |
| 116 | 6. epizód  | 2015.04.27. | Bellus István       | Duma JAM (Aranyosi Péter & Kovács András Péter & Badár Sándor)                               |
| 117 | 7. epizód  | 2015.05.04. | Felméri Péter       | Szomszédnéni Produkciós Iroda, Gajdos Zoltán, Rekop György + távkapcsolással: Kőhalmi Zoltán |
| 118 | 8. epizód  | 2015.05.11. | Dombóvári István    | Dombóvári István önálló estje                                                                |
| 119 | 9. epizód  | 2015.05.18. | Kovács András Péter | Csenki Attila, Kiss Ádám, Beliczai Balázs                                                    |
| 120 | 10. epizód | 2015.05.25. | Szobácsi Gergő      | Aranyosi Péter, Szomszédnéni Produkciós Iroda, Hajdú Balázs                                  |

### 16. évad (2015)
|     | Epizód    | Dátum      | Házigazda           | Szereplők                                                     |
| --- | --------- | ---------- | ------------------- | ------------------------------------------------------------- |
| 121 | 1. epizód | 2015.10.12 | Csenki Attila       | Benk Dénes, Tóth Edu, Janklovics Péter                        |
| 122 | 2. epizód | 2015.10.19 | Szobácsi Gergő      | Gajdos Zoltán, Orosz György, Záhonyi-Ábel Dávid               |
| 123 | 3. epizód | 2015.10.26 | Aranyosi Péter      | Dombóvári István, Szomszédnéni Produkciós Iroda, Hajdú Balázs |
| 124 | 4. epizód | 2015.11.02 | Mogács Dániel       | Csenki Attila, Kőhalmi Zoltán, Szobácsi Gergő                 |
| 125 | 5. epizód | 2015.11.09 | Kiss Ádám           | Dombóvári István, Felméri Péter, Bellus István                |
| 126 | 6. epizód | 2015.11.16 | Kovács András Péter | Aranyosi Péter, Benk Dénes, Al-Gharati Magyed                 |
| 127 | 7. epizód | 2015.11.23 | Bellus István       | Somogyi András, Lorán Barnabás, Rekop György                  |
| 128 | 8. epizód | 2015.11.30 | Kőhalmi Zoltán      | Mogács Dániel, Badár Sándor                                   |

### 17. évad (2016)
|     | Epizód    | Dátum      | Házigazda           | Szereplők                                                |
| --- | --------- | ---------- | ------------------- | -------------------------------------------------------- |
| 129 | 1. epizód | 2016.04.04 | Szobácsi Gergő      | Orosz György, Lorán Barnabás, Al-Gharati Magyed          |
| 130 | 2. epizód | 2016.04.11 | Csenki Attila       | Kovács András Péter, Janklovics Péter, Horváth Gábor     |
| 131 | 3. epizód | 2016.04.18 | Dombóvári István    | Bellus István, Felméri Péter, Gajdos Zoltán              |
| 132 | 4. epizód | 2016.04.25 | Kőhalmi Zoltán      | Mogács Dániel, Badár Sándor, Badár Tamás                 |
| 133 | 5. epizód | 2016.05.02 | Kovács András Péter | Dombóvári István, Aranyosi Péter                         |
| 134 | 6. epizód | 2016.05.09 | Kiss Ádám           | Kőhalmi Zoltán, Tóth Edu, Hajdú Balázs                   |
| 135 | 7. epizód | 2016.05.16 | Aranyosi Péter      | Benk Dénes, Szomszédnéni Produkciós Iroda, Polyán József |
| 136 | 8. epizód | 2016.05.23 | Orosz György        | Rekop György, Beliczai Balázs, Somogyi András            |

### 18. évad (2016)
|     | Epizód    | Dátum       | Házigazda           | Szereplők                                                    |
| --- | --------- | ----------- | ------------------- | ------------------------------------------------------------ |
| 137 | 1. epizód | 2016.10.30. | Dombóvári István    | Bellus István, Somogyi András, Ráskó Eszter                  |
| 138 | 2. epizód | 2016.11.06. | Orosz György        | Rekop György, Lorán Barnabás, Al-Gharati Magyed              |
| 139 | 3. epizód | 2016.11.13. | Kiss Ádám           | Csenki Attila, Felméri Péter, Musimbe Dávid Dennis           |
| 140 | 4. epizód | 2016.11.20. | Aranyosi Péter      | Mogács Dániel, Benk Dénes, Tóth Edu                          |
| 141 | 5. epizód | 2016.11.27. | Kovács András Péter | Janklovics Péter, Dombóvári István, Hajdú Balázs             |
| 142 | 6. epizód | 2016.12.04. | Csenki Attila       | Kőhalmi Zoltán, Mogács Dániel, Szomszédnéni Produkciós Iroda |
| 143 | 7. epizód | 2016.12.11. | Szobácsi Gergő      | Orosz György, Gajdos Zoltán, Hajnóczy Soma                   |
| 144 | 8. epizód | 2016.12.18. | Kőhalmi Zoltán      | Kovács András Péter, Aranyosi Péter                          |

### 19. évad (2017)
|     | Epizód    | Dátum       | Házigazda           | Szereplők                                                 |
| --- | --------- | ----------- | ------------------- | --------------------------------------------------------- |
| 145 | 1. epizód | 2017.04.03. | Csenki Attila       | Bellus István, Somogyi András, Elek Péter                 |
| 146 | 2. epizód | 2017.04.10. | Orosz György        | Rekop György, Lorán Barnabás, Musimbe Dávid Dennis        |
| 147 | 3. epizód | 2017.04.17. | Aranyosi Péter      | Dombóvári István, Felméri Péter, Szabó Balázs Máté        |
| 148 | 4. epizód | 2017.04.24. | Kőhalmi Zoltán      | Mogács Dániel, Csenki Attila, Tóth Edu                    |
| 149 | 5. epizód | 2017.05.01. | Kovács András Péter | Szomszédnéni Produkciós Iroda, Hajdú Balázs, Ráskó Eszter |
| 150 | 6. epizód | 2017.05.08. | Kiss Ádám           | Kőhalmi Zoltán, Felméri Péter, Hajnóczy Soma              |
| 151 | 7. epizód | 2017.05.15. | Dombóvári István    | Janklovics Péter, Tóth Edu, Hajós András                  |
| 152 | 8. epizód | 2017.05.22. | Szobácsi Gergő      | Benk Dénes, Orosz György, Al-Gharati Magyed               |

### 20. évad (2017)
|     | Epizód    | Dátum       | Házigazda        | Szereplők                                                      |
| --- | --------- | ----------- | ---------------- | -------------------------------------------------------------- |
| 153 | 1. epizód | 2017.10.30. | Orosz György     | Lorán Barnabás, Rekop György, Szabó Balázs Máté                |
| 154 | 2. epizód | 2017.11.06. | Bellus István    | Dombóvári István, Szomszédnéni Produkciós Iroda, Hajnóczy Soma |
| 155 | 3. epizód | 2017.11.13. | Csenki Attila    | Janklovics Péter, Tóth Edu, Ács Fruzsina                       |
| 156 | 4. epizód | 2017.11.20. | Kiss Ádám        | Mogács Dániel, Felméri Péter, Elek Péter                       |
| 157 | 5. epizód | 2017.11.27. | Benk Dénes       | Csenki Attila, Aranyosi Péter, Ráskó Eszter                    |
| 158 | 6. epizód | 2017.12.04. | Kőhalmi Zoltán   | Hajdú Balázs, Badár Tamás, Badár Sándor                        |
| 159 | 7. epizód | 2017.12.11. | Dombóvári István | Mogács Dániel, Felméri Péter, Beliczai Balázs                  |
| 160 | 8. epizód | 2017.12.18. | Szobácsi Gergő   | Somogyi András, Musimbe Dávid Dennis, Al-Gharati Magyed        |

### 21. évad (2018)
|     | Epizód    | Dátum       | Házigazda        | Szereplők                                                     |
| --- | --------- | ----------- | ---------------- | ------------------------------------------------------------- |
| 161 | 1. epizód | 2018.04.09. | Benk Dénes       | Bellus István, Musimbe Dávid Dennis, Tóth Edu                 |
| 162 | 2. epizód | 2018.04.16. | Szobácsi Gergő   | Orosz György, Al-Gharati Magyed, Szupkay Viktor               |
| 163 | 3. epizód | 2018.04.23. | Dombóvári István | Janklovics Péter, Ráskó Eszter, Szomszédnéni Produkciós Iroda |
| 164 | 4. epizód | 2018.04.30. | Felméri Péter    | Kőhalmi Zoltán, Ács Fruzsina, Hajdú Balázs                    |
| 165 | 5. epizód | 2018.05.07. | Kőhalmi Zoltán   | Mogács Dániel, Szabó Balázs Máté, Beliczai Balázs             |
| 166 | 6. epizód | 2018.05.14. | Aranyosi Péter   | Dombóvári István, Puzsér Róbert, Fábry Sándor                 |
| 167 | 7. epizód | 2018.05.21. | Kiss Ádám        | Csenki Attila, Elek Péter, Hajnóczy Soma                      |
| 168 | 8. epizód | 2018.05.28. | Orosz György     | Lorán Barnabás, Maczkó Ádám, Somogyi András                   |

### 22. évad (2018)
|     | Epizód    | Dátum       | Házigazda        | Szereplők                                               |
| --- | --------- | ----------- | ---------------- | ------------------------------------------------------- |
| 169 | 1. epizód | 2018.10.08. | Orosz György     | Lorán Barnabás, Al-Gharati Magyed, Rekop György         |
| 170 | 2. epizód | 2018.10.15. | Bellus István    | Csenki Attila, Musimbe Dávid Dennis, Hajnóczy Soma      |
| 171 | 3. epizód | 2018.10.22. | Kiss Ádám        | Janklovics Péter, Ács Fruzsina, Tóth Edu                |
| 172 | 4. epizód | 2018.10.29. | Ráskó Eszter     | Elek Péter, Szomszédnéni Produkciós Iroda, Hajdú Balázs |
| 173 | 5. epizód | 2018.11.11. | Dombóvári István | Csenki Attila, Szobácsi Gergő, Szabó Balázs Máté        |
| 174 | 6. epizód | 2018.11.18. | Aranyosi Péter   | Elek Péter, Felméri Péter, Tóth Edu                     |
| 175 | 7. epizód | 2018.11.25. | Kőhalmi Zoltán   | Dombóvári István, Benk Dénes, Beliczai Balázs           |
| 176 | 8. epizód | 2018.12.02. | Szobácsi Gergő   | Orosz György, Lakatos László, Magyar László             |

### 23. évad (2019)
|     | Epizód    | Házigazda        | Szereplők                                                          |
| --- | --------- | ---------------- | ------------------------------------------------------------------ |
| 177 | 1. epizód | Ráskó Eszter     | Orosz György, Rekop György, Lakatos László                         |
| 178 | 2. epizód | Dombóvári István | Elek Péter, Szabó Balázs Máté, Hajdú Balázs                        |
| 179 | 3. epizód | Csenki Attila    | Musimbe Dávid Dennis, Szomszédnéni Produkciós Iroda, Bellus István |
| 180 | 4. epizód | Szobácsi Gergő   | Ács Fruzsina, Beliczai Balázs, Tóth Edu                            |
| 181 | 5. epizód | Kőhalmi Zoltán   | Elek Péter, Felméri Péter, Hajnóczy Soma                           |
| 182 | 6. epizód | Kiss Ádám        | Dombóvári István, Benk Dénes, Ráskó Eszter                         |
| 183 | 7. epizód | Aranyosi Péter   | Csenki Attila, Szobácsi Gergő, Janklovics Péter                    |
| 184 | 8. epizód | Orosz György     | Lorán Barnabás, Somogyi András, Maczkó Ádám                        |

### 24. évad (2019)
|     | Epizód     | Házigazda            | Szereplők                                                        |
| --- | ---------- | -------------------- | ---------------------------------------------------------------- |
| 185 | 1. epizód  | Orosz György         | Maczkó Ádám, Horváth Gábor, Bruti                                |
| 186 | 2. epizód  | Tóth Edu             | Hajdú Balázs, Al-Gharati Magyed, Záhonyi-Ábel Dávid              |
| 187 | 3. epizód  | Musimbe Dávid Dennis | Elek Péter, Ács Fruzsina, Lakatos László                         |
| 188 | 4. epizód  | Szobácsi Gergő       | Bellus István, Gajdos Zoltán, Fülöp Viktor                       |
| 189 | 5. epizód  | Aranyosi Péter       | Tóth Edu, Mogács Dániel, Hajdú Balázs                            |
| 190 | 6. epizód  | Badár Sándor         | Kőhalmi Zoltán, Janklovics Péter, Benk Dénes                     |
| 191 | 7. epizód  | Csenki Attila        | Szabó Balázs Máté, Lakatos László, Szomszédnéni Produkciós Iroda |
| 192 | 8. epizód  | Kiss Ádám            | Szobácsi Gergő, Mogács Dániel, Badár Tamás                       |
| 193 | 9. epizód  | Elek Péter           | Dombóvári István, Felméri Péter, Beliczai Balázs                 |
| 194 | 10. epizód | Al-Gharati Magyed    | Rekop György, Orosz György, Lorán Barnabás                       |

### 25. évad (2020)
|     | Epizód     | Házigazda          | Szereplők                                                           |
| --- | ---------- | ------------------ | ------------------------------------------------------------------- |
| 195 | 1. epizód  | Csenki Attila      | Kőhalmi Zoltán, Fülöp Viktor, Felméri Péter                         |
| 196 | 2. epizód  | Al-Gharati Magyed  | Maczkó Ádám, Gajdos Zoltán, Horváth Gábor                           |
| 197 | 3. epizód  | Záhonyi-Ábel Dávid | Orosz György, Trabarna                                              |
| 198 | 4. epizód  | Szobácsi Gergő     | Al-Gharati Magyed, Lakatos László, Hajdú Balázs                     |
| 199 | 5. epizód  | Ács Fruzsina       | Elek Péter, Beliczai Balázs, Badár Tamás                            |
| 200 | 6. epizód  | Aranyosi Péter     | Csenki Attila, Janklovics Péter, Badár Sándor                       |
| 201 | 7. epizód  | Kiss Ádám          | Benk Dénes, Szabó Balázs Máté, Mogács Dániel                        |
| 202 | 8. epizód  | Ráskó Eszter       | Szobácsi Gergő, Musimbe Dávid Dennis, Szomszédnéni Produkciós Iroda |
| 203 | 9. epizód  | Elek Péter         | Dombóvári István, Bellus István, Tóth Edu                           |
| 204 | 10. epizód | Orosz György       | Bruti, Redenczki Marcsi, Somogyi András                             |

### 26. évad (2021)
|     | Epizód    | Házigazda            | Szereplők                                                  |
| --- | --------- | -------------------- | ---------------------------------------------------------- |
| 205 | 1. epizód | Orosz György         | Lorán Barnabás, Redenczki Marcsi, Somogyi András           |
| 206 | 2. epizód | Al-Gharati Magyed    | Záhonyi-Ábel Dávid, Rekop György, Bruti                    |
| 207 | 3. epizód | Csenki Attila        | Tóth Edu, Kertész Ricsi, Badár Sándor                      |
| 208 | 4. epizód | Elek Péter           | Aranyosi Péter, Szabó Balázs Máté, Gaál Dani               |
| 209 | 5. epizód | Lakatos László       | Hajdú Balázs, Gajdos Zoltán, Fülöp Viktor                  |
| 210 | 6. epizód | Kiss Ádám            | Csenki Attila, Ács Fruzsina, Szomszédnéni Produkciós Iroda |
| 211 | 7. epizód | Elek Péter           | Bellus István, Benk Dénes, Badár Sándor                    |
| 212 | 8. epizód | Kőhalmi Zoltán       | Janklovics Péter, Felméri Péter, Mogács Dániel             |
| 213 | 9. epizód | Musimbe Dávid Dennis | Ráskó Eszter, Dombóvári István, Tóth Edu                   |

### 27. évad (2021)
|     | Epizód     | Házigazda          | Szereplők                                                    |
| --- | ---------- | ------------------ | ------------------------------------------------------------ |
| 214 | 1. epizód  | Al-Gharati Magyed  | Rekop György, Orosz György, Redenczki Marcsi                 |
| 215 | 2. epizód  | Kiss Ádám          | Elek Péter, Mogács Dániel, Hajdú Balázs                      |
| 216 | 3. epizód  | Záhonyi-Ábel Dávid | Lorán Barnabás, Maczkó Ádám, Bruti                           |
| 217 | 4. epizód  | Csenki Attila      | Szabó Balázs Máté, Szobácsi Gergő, Janklovics Péter          |
| 218 | 5. epizód  | Kőhalmi Zoltán     | Benk Dénes, Musimbe Dávid Dennis, Badár Tamás                |
| 219 | 6. epizód  | Elek Péter         | Csenki Attila, Ács Fruzsina, Tóth Edu                        |
| 220 | 7. epizód  | Aranyosi Péter     | Bellus István, Felméri Péter, Fülöp Viktor                   |
| 221 | 8. epizód  | Hajdú Balázs       | Gajdos Zoltán, Lakatos László, Szomszédnéni Produkciós Iroda |
| 222 | 9. epizód  | Szobácsi Gergő     | Dombóvári István, Badár Sándor                               |
| 223 | 10. epizód | Orosz György       | Valtner Miklós, Somogyi András, Horváth Gábor                |

### 28. évad (2022)
|     | Epizód     | Házigazda         | Szereplők                                                       |
| --- | ---------- | ----------------- | --------------------------------------------------------------- |
| 224 | 1. epizód  | Orosz György      | Záhonyi-Ábel Dávid, Rekop György, Somogyi András                |
| 225 | 2. epizód  | Elek Péter        | Ács Fruzsina, Noé Bex, Lakatos László                           |
| 226 | 3. epizód  | Szobácsi Gergő    | Musimbe Dávid Dennis, Nagy Kitti, Szomszédnéni Produkciós Iroda |
| 227 | 4. epizód  | Kiss Ádám         | Szabó Balázs Máté, Mogács Dániel, Török Ádám                    |
| 228 | 5. epizód  | Kőhalmi Zoltán    | Felméri Péter, Tóth Edu, Said Dániel                            |
| 229 | 6. epizód  | Csenki Attila     | Elek Péter, Baranyai Barna, Hajdú Balázs                        |
| 230 | 7. epizód  | Benk Dénes        | Aranyosi Péter, Feiszt Viktor, Janklovics Péter                 |
| 231 | 8. epizód  | Ráskó Eszter      | Dombóvári István, Bellus István, Kertész Ricsi                  |
| 232 | 9. epizód  | Redenczki Marcsi  | Gajdos Zoltán, Maczkó Ádám, Bruti                               |
| 233 | 10. epizód | Al-Gharati Magyed | Orosz György, Lorán Barnabás, Horváth Gábor                     |

### 29. évad (2022)
|     | Epizód     | Házigazda         | Szereplők                                              |
| --- | ---------- | ----------------- | ------------------------------------------------------ |
| 234 | 1. epizód  | Csenki Attila     | Said Dániel, Musimbe Dávid Dennis, Tóth Edu            |
| 235 | 2. epizód  | Aranyosi Péter    | Szobácsi Gergő, Becsei Attila, Hajdú Balázs            |
| 236 | 3. epizód  | Ráskó Eszter      | Noé Bex, Szomszédnéni Produkciós Iroda, Lakatos László |
| 237 | 4. epizód  | Gajdos Zoltán     | Orosz György, Lorán Barnabás, Bruti                    |
| 238 | 5. epizód  | Al-Gharati Magyed | Záhonyi-Ábel Dávid, Somogyi András, Horváth Gábor      |
| 239 | 6. epizód  | Kőhalmi Zoltán    | Ács Fruzsina, Felméri Péter, Janklovics Péter          |
| 240 | 7. epizód  | Kiss Ádám         | Török Ádám, Benk Dénes, Mogács Dániel                  |
| 241 | 8. epizód  | Badár Sándor      | Dombóvári István, Bellus István, Ligeti Dániel         |
| 242 | 9. epizód  | Elek Péter        | Nagy Kitti, Szabó Balázs Máté, Baranyai Barna          |
| 243 | 10. epizód | Rekop György      | Orosz György, Maczkó Ádám, Valtner Miklós              |

### 30. évad (2023)
|     | Epizód     | Házigazda          | Szereplők                                                     |
| --- | ---------- | ------------------ | ------------------------------------------------------------- |
| 244 | 1. epizód  | Al-Gharati Magyed  | Lorán Barnabás, Redenczki Marcsi, Gaál Dani                   |
| 245 | 2. epizód  | Orosz György       | Maczkó Ádám, Gajdos Zoltán, Somogyi András                    |
| 246 | 3. epizód  | Csenki Attila      | Nagy Kitti, Felméri Péter, Mogács Dániel                      |
| 247 | 4. epizód  | Elek Péter         | Benk Dénes, Said Dániel, Lakatos László                       |
| 248 | 5. epizód  | Ráskó Eszter       | Kőhalmi Zoltán, Török Ádám, Bellus István                     |
| 249 | 6. epizód  | Szobácsi Gergő     | Janklovics Péter, Szomszédnéni Produkciós Iroda, Fülöp Viktor |
| 250 | 7. epizód  | Kiss Ádám          | Szabó Balázs Máté, Noé Bex, Hajnóczy Soma                     |
| 251 | 8. epizód  | Ács Fruzsina       | Musimbe Dávid Dennis, Baranyai Barna, Hajdú Balázs            |
| 252 | 9. epizód  | Aranyosi Péter     | Dombóvári István, Beliczai Balázs, Tóth Edu                   |
| 253 | 10. epizód | Záhonyi-Ábel Dávid | Rekop György, Valtner Miklós, Bruti                           |

### 31. évad (2023)
|     | Epizód     | Házigazda         | Szereplők                                                   |
| --- | ---------- | ----------------- | ----------------------------------------------------------- |
| 254 | 1. epizód  | Rekop György      | Gajdos Zoltán, Maczkó Ádám, Bruti                           |
| 255 | 2. epizód  | Al-Gharati Magyed | Orosz György, Valtner Miklós, Redenczki Marcsi              |
| 256 | 3. epizód  | Kiss Ádám         | Benk Dénes, Noé Bex, Hajdú Balázs                           |
| 257 | 4. epizód  | Szabó Balázs Máté | Török Ádám, Said Dániel, Janklovics Péter                   |
| 258 | 5. epizód  | Kőhalmi Zoltán    | Elek Péter, Fülöp Viktor, Badár Tamás                       |
| 259 | 6. epizód  | Aranyosi Péter    | Ligeti Dániel, Szomszédnéni Produkciós Iroda, Mogács Dániel |
| 260 | 7. epizód  | Ráskó Eszter      | Baranyai Barna, Bellus István, Felméri Péter                |
| 261 | 8. epizód  | Orosz György      | Záhonyi-Ábel Dávid, Horváth Gábor, Lorán Barnabás           |
| 262 | 9. epizód  | Szobácsi Gergő    | Dombóvári István, Lovász László, Becsei Attila              |
| 263 | 10. epizód | Elek Péter        | Csenki Attila, Ács Fruzsina, Tóth Edu                       |

### 32. évad (2024)
|     | Epizód     | Házigazda         | Szereplők                                                    |
| --- | ---------- | ----------------- | ------------------------------------------------------------ |
| 264 | 1. epizód  | Orosz György      | Lorán Barnabás, Kéfer Ádám, Valtner Miklós                   |
| 265 | 2. epizód  | Rekop György      | Záhonyi-Ábel Dávid, Horváth Gábor, Bruti                     |
| 266 | 3. epizód  | Csenki Attila     | Nagy Kitti, Szabó Balázs Máté, Tóth Edu                      |
| 267 | 4. epizód  | Aranyosi Péter    | Dombóvári István, Becsei Attila, Hajdú Balázs                |
| 268 | 5. epizód  | Kiss Ádám         | Benk Dénes, Noé Bex, Tóth Edu                                |
| 269 | 6. epizód  | Kőhalmi Zoltán    | Felméri Péter, Török Ádám, Fülöp Viktor                      |
| 270 | 7. epizód  | Elek Péter        | Ács Fruzsina, Ligeti Dániel, Mogács Dániel                   |
| 271 | 8. epizód  | Ráskó Eszter      | Lovász László, Baranyai Barna, Szomszédnéni Produkciós Iroda |
| 272 | 9. epizód  | Szobácsi Gergő    | Said Dániel, Gaál Dani, Hajnóczy Soma                        |
| 273 | 10. epizód | Al-Gharati Magyed | Gajdos Zoltán, Redenczki Marcsi, Maczkó Ádám                 |

### 33. évad (2024–2025)
|     | Epizód    | Dátum              | Házigazda         | Szereplők                                                    |
| --- | --------- | ------------------ | ----------------- | ------------------------------------------------------------ |
| 274 | 1. epizód | 2024. december 31. | Kőhalmi Zoltán    | Benk Dénes, Hajdú Balázs, Mogács Dániel                      |
| 275 | 2. epizód | 2024. december 31. | Ráskó Eszter      | Aranyosi Péter, Lovász László, Szomszédnéni Produkciós Iroda |
| 276 | 3. epizód | 2025. január 1.    | Szobácsi Gergő    | Elek Péter, Felméri Péter, Said Dániel                       |
| 277 | 4. epizód | 2025. január 1.    | Szabó Balázs Máté | Ács Fruzsina, Csenki Attila, Janklovics Péter                |
| 278 | 5. epizód | 2025. január 5.    | Orosz György      | Gajdos Zoltán, Lorán Barnabás, Bruti                         |
| 279 | 6. epizód | 2025. január 12.   | Török Ádám        | Bellus István, Sipos Orsolya, Gaál Dani                      |
| 280 | 7. epizód | 2025. január 19.   | Elek Péter        | Tóth Edu, Noé Bex, Fülöp Viktor                              |

### 34. évad (2025)
|     | Epizód     | Dátum             | Házigazda         | Szereplők                                             |
| --- | ---------- | ----------------- | ----------------- | ----------------------------------------------------- |
| 281 | 1. epizód  | 2025. április 13. | Csenki Attila     | Aranyosi Péter, Bellus István, Major Vanda            |
| 282 | 2. epizód  | 2025. április 20. | Elek Péter        | Török Ádám, Nagy Kitti, Szomszédnéni Produkciós Iroda |
| 283 | 3. epizód  | 2025. április 27. | Orosz György      | Záhonyi-Ábel Dávid, Lukács Betti, Kéfer Ádám          |
| 284 | 4. epizód  | 2025. május 4.    | Rekop György      | Gajdos Zoltán, Horváth Gábor, Valtner Miklós          |
| 285 | 5. epizód  | 2025. május 11.   | Szabó Balázs Máté | Felméri Péter, Said Dániel, Badár Sándor              |
| 286 | 6. epizód  | 2025. május 18.   | Ács Fruzsina      | Hajdú Balázs, Fülöp Viktor, Mogács Dániel             |
| 287 | 7. epizód  | 2025. május 25.   | Al-Gharati Magyed | Bruti, Redenczki Marcsi, Lorán Barnabás               |
| 288 | 8. epizód  | 2025. június 1.   | Lovász László     | Elek Péter, Szobácsi Gergő, Beliczai Balázs           |
| 289 | 9. epizód  | 2025. június 8.   | Benk Dénes        | Sipos Orsolya, Noé Bex, Badár Tamás                   |
| 290 | 10. epizód | 2025. június 15.  | Török Ádám        | Baranyai Barna, Tóth Edu, Gaál Dani                   |